# سيستيمين

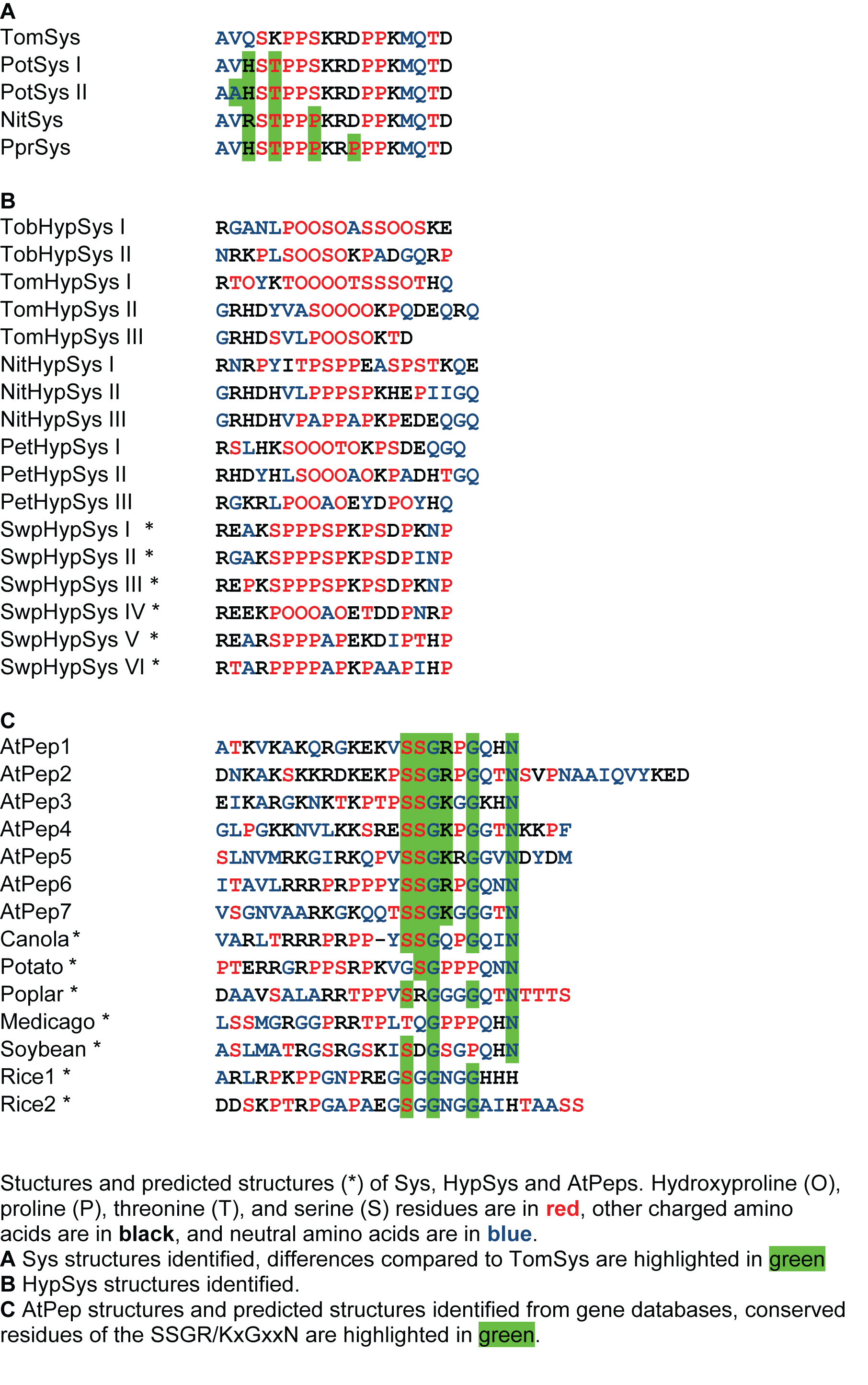
الهياكل والهياكل المتوقعة للأنظمة وHypSys وAtPeps

السيستمين هو هرمون ببتيدي نباتي يشارك في استجابة الجرح في الفصيلة الباذنجانية. كان أول هرمون نباتي ثبت أنه ببتيد تم عزله من أوراق البندورة في عام 1991 من قبل مجموعة بقيادة [[{{{1}}}|{{{1}}}]] [[:en:{{{1}}}|[الإنجليزية]]]. منذ ذلك الحين، تم التعرف على الببتيدات الأخرى ذات الوظائف المماثلة في البندورة وخارج الفصيلة الباذنجانية. تم العثور على الجليكوببتيدات الغنية بالهيدروكسي برولين في التبغ في عام 2001، وتم العثور على AtPeps ( A rabidopsis t haliana [[{{{1}}}|{{{1}}}]] [[:en:{{{1}}}|[الإنجليزية]]] s ) في رشاد أذن الفأر في عام 2006. تم العثور على سلائفها في كل من السيتوبلازم وجدران الخلايا للخلايا النباتية، عند تلف الحشرات، تتم معالجة السلائف لإنتاج واحد أو أكثر من الببتيدات الناضجة. كان يُعتقد في البداية أن مستقبل سيستيمين هو نفس مستقبل براسينوليد ولكن هذا غير مؤكد الآن. تشبه عمليات نقل الإشارة التي تحدث بعد ربط الببتيدات الاستجابة المناعية الالتهابية بوساطة السيتوكين في الحيوانات. أظهرت التجارب المبكرة أن السيستمين يتنقل حول النبات بعد أن ألحقت الحشرات الضرر بالنبات، مما يؤدي إلى تنشيط المقاومة الجهازية المكتسبة، ويعتقد الآن أنه يزيد من إنتاج حمض الجاسمونيك مما يسبب نفس النتيجة. وتتمثل المهمة الرئيسية للسيستمين في تنسيق الاستجابات الدفاعية ضد الحشرات العاشبة ولكنها تؤثر أيضًا على نمو النبات. يحفز السيستمين إنتاج مثبطات البروتياز التي تحمي من الحشرات العاشبة، بينما تقوم الببتيدات الأخرى بتنشيط الديفينسينات وتعديل نمو الجذور. وقد ثبت أيضًا أنها تؤثر على استجابات النباتات للإجهاد الملحي وللأشعة فوق البنفسجية. لقد ثبت أن AtPEPs تؤثر على المقاومة ضد الفطريات البيضية وقد تسمح لنبات رشاد أذن الفأر بالتمييز بين مسببات الأمراض المختلفة. في التبغ الهزيل، توقفت بعض الببتيدات عن المشاركة في الأدوار الدفاعية وبدلاً من ذلك تؤثر على شكل الزهرة.

## الاكتشاف والهيكل
في عام 1991 قامت مجموعة بحثية بقيادة [[{{{1}}}|{{{1}}}]] [[:en:{{{1}}}|[الإنجليزية]]]،  بعزل 18 حمضا أميني متعدد الببتيد من أوراق الطماطم والذي حفز إنتاج بروتينات مثبطة للبروتياز (PIs) استجابة للجرح. أظهرت التجارب التي استخدمت أشكالًا اصطناعية من البولي ببتيد تحمل علامات راديوية أنها كانت قادرة على السفر بشكل جهازي عبر النبات وتحفيز إنتاج بروتينات مانعة للبروتياز في الأوراق غير المصابة. بسبب الطبيعة الجهازية لإشارة الجرح، تم تسميتها بالسيستمين، وكان أول ببتيد وجد أنه يعمل كهرمون في النباتات.  تم العثور على ترميز mRNA للسيستمين في جميع أنسجة النبات باستثناء الجذور.  حددت الدراسات اللاحقة وجود تماثلات لسيستمين البندورة في أنواع أخرى من الفصيلة الباذنجانية بما في ذلك البطاطا، والمغد الأسود، والفليفلة الحلوة.  تم التعرف على السيستمين فقط في عميرة Solaneae، لكن أنواعا آخرى في الفصيلة، مثل التبغ، تستجيب أيضًا للجرح عن طريق إنتاج بشكل جهازي لمثبطات البروتياز.

### ببتيدات مع وظائف مماثلة
في عام 2001، تم عزل الببتيدات السكرية النشطة بيولوجيًا والغنية بالهيدروكسي برولين من التبغ، مما أدى إلى تنشيط إنتاج مثبطات الأنزيم البروتيني بطريقة مشابهة للسيستمين في البندورة.  على الرغم من أنها غير مرتبطة من الناحية الهيكلية بالسيستمين، إلا أن وظيفتها المماثلة أدت إلى تسميتها بالسيستمين الغني بالهيدروكسي برولين (HypSys). بعد الاكتشاف الأولي، عثر على ببتيدات HypSys أخرى في البندورة والبطونية والمغد الأسود .    في عام 2007، تم العثور على HypSys خارج الفصيلة الباذنجانية، في البطاطا الحلوة ( Ipomoea Batatas )  وحدد تحليل التسلسل نظائرها في الحور ( Populus trichocarpa ) والقهوة ( Coffea canephora ).  يتم حفظ السيستمين بشكل كبير بين الأنواع، في حين أن HypSys أكثر تباعدًا ولكنها تحتوي جميعها على مجال مركزي محفوظ غني بالبرولين أو الهيدروكسي برولين .
في عام 2006، تم عزل AtPEP1، وهو 23 حمض أميني متعدد الببتيد من نبات الأرابيدوبسيس ثاليانا ، والذي وجد أنه ينشط مكونات الاستجابة المناعية الفطرية . على عكس HypSys، لا يتم تعديل AtPEP1 بعد الترجمة عن طريق الهيدروكسيل أو الغليكوزيل . تم التعرف على ستة نظائر للسلائف في A. thaliana بالإضافة إلى أخصائيي تقويم العظام في العنب والأرز والذرة والقمح والشعير والكانولا وفول الصويا والدواء والحور ، على الرغم من عدم اختبار نشاط هؤلاء المتخصصين في الاختبارات. تتنوع الهياكل المتوقعة لنظائرها في AtPEP1 ضمن A. thaliana ولكنها تحتوي جميعها على نموذج تسلسل SSGR/KxGxxN. إن العظام التي تم تحديدها في الأنواع الأخرى أكثر تنوعًا ولكنها لا تزال تحتوي على مكونات نموذج التسلسل. 

## التوطين والسلائف
تم العثور على Systemin و AtPEP1 في العصارة الخلوية للخلية . يتم نسخ مقدمة سيستمين الطماطم على شكل 200 ببتيد من الأحماض الأمينية.  ولا يحتوي على تسلسل إشارة مفترض مما يشير إلى أنه تم تصنيعه على الريبوسومات الحرة في العصارة الخلوية.  مقدمة AtPEP1 عبارة عن 92 ببتيد من الأحماض الأمينية ويفتقر أيضًا إلى تسلسل الإشارة.  في الطماطم، يوجد mRNA الذي يشفر سلائف السيستمين بمستويات منخفضة جدًا في الأوراق غير المصابة ولكنه يتراكم عند الجرح، خاصة في الخلايا المحيطة بالعناصر الغربالية من اللحاء في الحزم الوعائية للأوردة الوسطى. يتراكم السلائف حصريًا في خلايا حمة اللحاء لأوراق الطماطم بعد الإصابة. يتم أيضًا تحديد موضع مقدمة سيستمين البطاطس بطريقة مماثلة مما يشير إلى أنها تخضع لنفس التنظيم الخاص بنوع الخلية في كلا النوعين. 
يتم ترجمة HypSys في جدار الخلية. تم نسخ المادة الأولية للتبغ HypSys على هيئة 165 بولي ببتيد من الأحماض الأمينية والتي ليس لها تماثل هيكلي لمقدمة السيستمين في الطماطم.  تشير الخصائص الهيكلية لـ HypSys، التي تحتوي على هيدروكسي برولين وغليكوزيلاتيد، إلى أنه يتم تصنيعها من خلال الجهاز الإفرازي .  مقدمة HypSys في الطماطم عبارة عن 146 ببتيد من الأحماض الأمينية، يتم تصنيعه حصريًا داخل الحزم الوعائية للأوراق والأعناق المرتبطة بخلايا الحمة في حزم اللحاء. على عكس سيستمين، فهو يرتبط في المقام الأول بجدار الخلية. يبدو أن سلائف HypSys تمثل فصيلة فرعية متميزة من البروتينات الغنية بالهيدروكسي برولين الموجودة في جدران الخلايا. عند الإصابة، يُعتقد أن البروتياز من العصارة الخلوية، أو مصفوفة جدار الخلية، أو العامل الممرض، يعالج السلائف التي تنتج ببتيدات HypSys النشطة. 

### معالجة السلائف
تتم معالجة كل من سلائف systemin وAtPEP1 لإنتاج ببتيد نشط واحد من الطرف C للسلائف.   لقد تم التكهن بأن ProAtPEP1 تتم معالجته بواسطة CONSTITUTIVE DISEASE RESISTANCE 1، وهو بروتياز الأسبارتيك غير التنسجي .  تتم معالجة سلائف HypSys إلى أكثر من ببتيد نشط. في التبغ، تتم معالجته إلى اثنين من الببتيدات، وفي زهور البتونيا إلى ثلاثة، وفي البطاطا الحلوة، ربما إلى ستة.    باحتوائه على 291 حمضًا أمينيًا، يعد سلف HypSys الموجود في البطاطا الحلوة هو أطول سلف تم وصفه.  يعد إنتاج ببتيدات الإشارة المتعددة من سليفة واحدة سمة شائعة موجودة في الحيوانات. 

## المستقبلات
تنشط كميات صغيرة جدًا من سيستمين الطماطم، وتكون تركيزات الببتيد بالفيمتومولار كافية لإثارة استجابة على مستوى النبات بأكمله، مما يجعله واحدًا من أقوى منشطات الجينات التي تم تحديدها.   تم التعرف على مستقبل سيستمين الطماطم باعتباره مستقبل تكرار غني بالليوسين 160K Da مثل كيناز (LRR-RLK)، SR160. بعد عزله، وجد أنه مشابه جدًا في هيكله لـ BRI1 من A. thaliana ، المستقبل الذي ترتبط به مادة النحاسيدات على غشاء الخلية. كان هذا هو المستقبل الأول الذي وجد أنه قادر على ربط كل من الستيرويد والببتيد وأيضًا المشاركة في الاستجابات الدفاعية والتنموية.  وقد وجدت الدراسات الحديثة أن الاستنتاج الأولي بأن BRI1 هو مستقبل سيستمين الطماطم قد يكون غير صحيح. في طفرات cu3 من الطماطم، يمنع الأليل الفارغ مع كود الإيقاف الموجود في مجال LRR خارج الخلية لـ BRI1 تحديد موضع المستقبل بشكل صحيح ويفتقر أيضًا إلى مجال الكيناز المطلوب للإشارة.  هذه الطفرات غير حساسة للبرازينوليد ولكنها لا تزال تستجيب لسيستمين الطماطم عن طريق إنتاج مثبطات الأنزيم البروتيني والتسبب في استجابة القلوية. أدى هذا هولتون وآخرون. للإشارة إلى أن هناك آلية أخرى يتم من خلالها إدراك السيستمين.  أظهر المزيد من البحث أن ربط السيستمين بـ BRI1 لا يتسبب في فسفرة المستقبل، كما هو الحال عندما ترتبط مادة النحاسيدات، مما يشير إلى أنها لا تنقل الإشارة. عندما يتم إسكات BRI1 في الطماطم، يكون للنباتات نمط ظاهري مشابه لطفرات cu3 ولكنها لا تزال قادرة على الاستجابة بشكل طبيعي للسيستمين، مما يعزز الرأي القائل بأن BRI1 ليس مستقبل السيستيمين. 
في عام 1994، تم اكتشاف أن سيستمين الطماطم يرتبط ببروتين 50 كيلو دالتون الموجود في غشاء خلية الطماطم. يحتوي البروتين على بنية مشابهة للبروتياز في إنزيمات البروهورمون المتحولة الشبيهة بـ Kex2p. أدى هذا إلى اقتراح شالر وريان بأنه ليس مستقبلًا، ولكنه بدلاً من ذلك يشارك في معالجة ProSys إلى الشكل النشط، أو تدهور Sys. ظلت الأشكال الاصطناعية من سيستمين الطماطم، مع استبدال الأحماض الأمينية في موقع الانقسام ثنائي القاعدة، مستقرة في مزارع الخلايا لفترة أطول من الشكل الأصلي.  لاحظت الدراسات اللاحقة أن الإنزيمات المسؤولة عن معالجة ProSys لا تزال مجهولة.  لم يتم الإبلاغ عن أي بحث آخر حول بروتين 50KDa حتى الآن، ولم يتم تحديد الجين. 
لم يتم الإبلاغ عن أي مستقبلات لـ HypSys حتى الآن، ولكن يُعتقد أنه يتم إدراكها على غشاء الخلية بواسطة LRR-RLK. 
تم التعرف على مستقبل AtPep1 على أنه 170KDa LRR-RLK وتم تسميته AtPEPR1. ينشط AtPep1 عند تركيزات 0.1 نانو مولار (نانومتر) ويشبع المستقبل عند 1 نانومتر. أظهر تحليل بنية مستقبل AtPEPR1 أنه عضو في فصيلة LRR XI الفرعية من LRR-RLKs في A. thaliana والتي تتضمن مستقبل هرمون ببتيد آخر CLAVATA3 . وقد سمح تحويل مزارع خلايا التبغ باستخدام AtPEPR1 للخلايا بالاستجابة لـ AtPep1 في اختبار القلوية، في حين أن التبغ العادي لم يُظهر مثل هذه الاستجابة.  مستقبل كيناز 1 المرتبط بـ BRI1 (BAK1) هو LRR-RLK الموجود في A. thaliana ، والذي تم اقتراحه ليعمل كبروتين محول مطلوب من أجل الأداء السليم لـ RLKs الأخرى. أظهرت فحوصات الخميرة ثنائية الهجين أن AtPEPR1 وأقرب نظير له، AtPEPR2، يتفاعلان مع BAK1. 

## نقل الإشارة

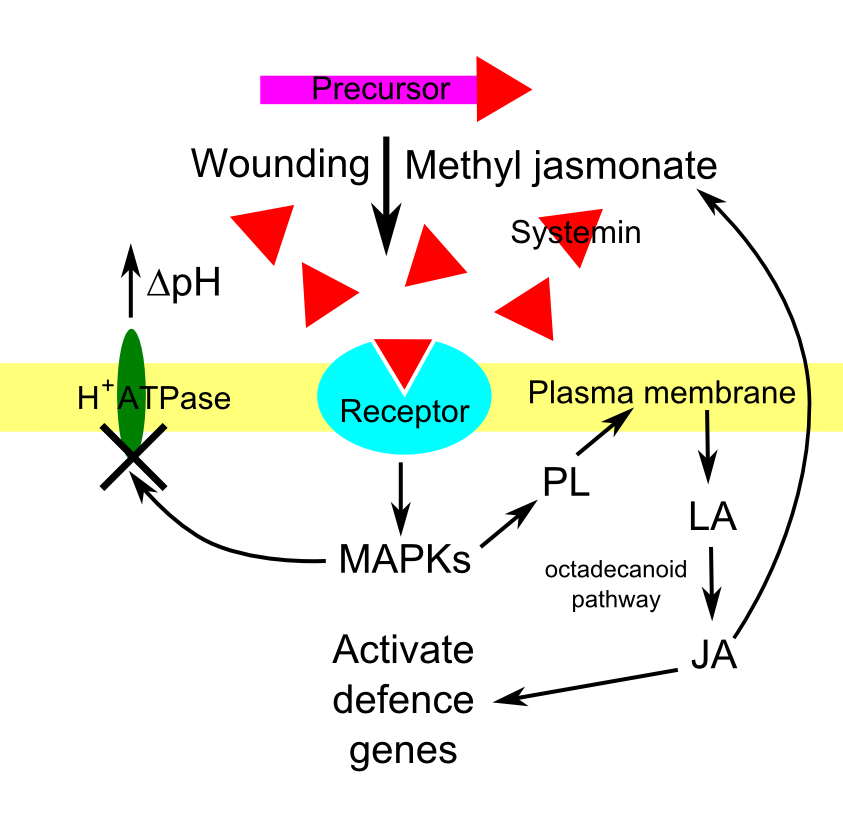
السيستمين المقترح لنقل الإشارة لsystemin. MAPKs = كينازات البروتين المنشط بالميتوجين PL = فسفوليباز JA = حمض الجاسمونيك LA = حمض اللينولينيك

على الرغم من أن مستقبلات Systemins وHypSys لا تزال غير مفهومة بشكل جيد، إلا أننا نمتلك فهمًا أفضل لنقل الإشارة الذي يحدث بمجرد ارتباط الببتيد بمستقبله. يعد حمض الجاسمونيك مكونًا أساسيًا، وإن كان متأخرًا، في مسارات السيستمين وإشارات الجرح. في الطماطم، يتم نقل الإشارة من المستقبل بواسطة كينازات البروتين المنشط بالميتوجين (MAPKs).  إن تماسك اثنين من MAPKs، MPK1 وMPK2، في الطماطم يضر باستجابتها الدفاعية ضد يرقات الحشرات مقارنة بالنباتات البرية . يؤدي إسكات هذه الجينات أيضًا إلى انخفاض إنتاج حمض الجاسمونيك وجينات الدفاع المعتمدة على حمض الجاسمونيك. وقد أنقذهم تطبيق جاسمونات الميثيل على النباتات المتماسكة، مما يشير إلى أن الجاسمونات هي الإشارة المسؤولة عن إحداث تغييرات في التعبير الجيني.  إن قلونة apoplast هي تأثير نهائي لمعالجة الإشارات بواسطة MAPKs. تطبيق fusicoccin ، الذي ينشط H <sup id="mwAQ4">+</sup> ATPase الذي يثبطه السيستمين، جنبًا إلى جنب مع السيستمين لا يزال ينشط MAPKs، على الرغم من أن الرقم الهيدروجيني للأبوبلاست لا يتغير. 
في غضون دقائق من إدراك السيستمين، يزداد تركيز Ca 2+ الخلوي ، ويتم إطلاق حمض اللينولينيك من أغشية الخلايا بعد تنشيط الفسفوليباز . يتم بعد ذلك تحويل حمض اللينولينيك إلى حمض الجاسمونيك عبر مسار الأوكتاديكانويد ويقوم حمض الجاسمونيك بتنشيط الجينات الدفاعية.  يتم تحفيز إنتاج جاسمونات الميثيل بواسطة الأنظمة، كما أنه ينظم جينات سلائف السيستمين مما يخلق حلقة تغذية مرتدة، مما يؤدي إلى تضخيم الإشارة الدفاعية. جاسمونات الميثيل مادة متطايرة، وبالتالي يمكنها تنشيط المقاومة الجهازية المكتسبة في النباتات المجاورة، وإعداد دفاعاتها للهجوم. تشبه أحداث الإشارة هذه الاستجابة المناعية الالتهابية التي تتوسطها السيتوكينات في الحيوانات. عندما يتم تنشيط الاستجابة الالتهابية في الحيوانات، يتم تنشيط MAPKs والتي بدورها تنشط الفسفوليباز. يتم تحويل الدهون الموجودة في الغشاء إلى حمض الأراكيدونيك ومن ثم إلى البروستاجلاندين ، وهي نظائر حمض الجاسمونيك.  يمكن تثبيط كلا المسارين بواسطة السورامين . 
أظهرت التجارب المبكرة التي أجريت على السيستمين المسمى إشعاعيًا في الطماطم أنه يتم نقله عبر عصارة اللحاء في نباتات الطماطم، وبالتالي كان يُعتقد أنها الإشارة الجهازية التي تنشط المقاومة الجهازية المكتسبة.  تم تحدي هذا الرأي من خلال تجارب التطعيم التي أظهرت أن الطفرات الناقصة في التخليق الحيوي لحمض الجاسمونيك والإدراك لم تكن قادرة على تنشيط المقاومة الجهازية المكتسبة. يُعتقد الآن أن حمض الجاسمونيك هو الإشارة الجهازية وأن السيستمين ينظم مسارات تخليق حمض الجاسمونيك. 

## المهام

### دفاع

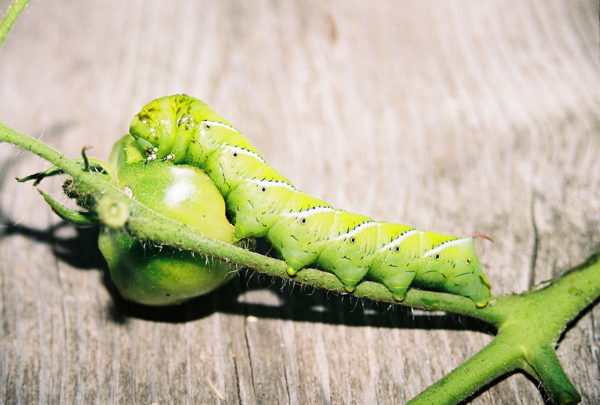
يقوم Systemin بتنشيط العمليات التي تساعد الطماطم على ردع الحشرات العاشبة، مثل دودة الطماطم

يلعب السيستمين دورًا حاسمًا في الإشارات الدفاعية في البندورة. إنه يعزز تخليق أكثر من 20 بروتينًا مرتبطًا بالدفاع، وخاصة البروتينات المضادة للتغذية، وبروتينات مسار الإشارة والبروتياز.  أدى الإفراط في التعبير عن البروسيستمين إلى انخفاض كبير في ضرر اليرقات، مما يشير إلى أن المستوى العالي من الحماية التأسيسية يتفوق على آلية الدفاع المحفزة.  ومع ذلك، فإن التنشيط المستمر للبروسيستيمين مكلف، مما يؤثر على النمو وعلم وظائف الأعضاء والنجاح الإنجابي لنباتات البندورة.  عندما تم إسكات السيستمين، كان إنتاج مثبطات الأنزيم البروتيني في البندورة ضعيفًا بشدة، ونمت اليرقات التي تتغذى على النباتات بسرعة أكبر بثلاث مرات.  تسبب HypSys في تغيرات مماثلة في التعبير الجيني في التبغ، على سبيل المثال زاد نشاط البوليفينول أوكسيديز عشرة أضعاف في أوراق التبغ وتسببت مثبطات الأنزيم البروتيني في انخفاض بنسبة 30٪ في نشاط الكيموتربسين خلال ثلاثة أيام من الإصابة.  عندما تم التعبير عن HypSys بشكل مفرط في التبغ، كان وزن اليرقات التي تتغذى على النباتات المعدلة وراثيا بعد عشرة أيام من التغذية، يزن نصف وزن تلك التي تتغذى على النباتات العادية.  يزداد تركيز بيروكسيد الهيدروجين في أنسجة الأوعية الدموية عند تحفيز إنتاج السيستمين أو HypSys أو AtPep1، وقد يكون هذا أيضًا متورطًا في بدء المقاومة الجهازية المكتسبة.  
كما أن نباتات البندورة التي تفرط في التعبير عن السيستمين قد راكمت أيضًا HypSys ولكنها لم تفعل ذلك إذا تم إسكات سلائف السيستمين، مما يشير إلى أنه في الطماطم، يتم التحكم في HypSys بواسطة Systemin. كل من ببتيدات HypSys الثلاثة الموجودة في الطماطم قادرة على تنشيط تخليق وتراكم مثبطات الأنزيم البروتيني.  عندما يتم إسكات HypSys، ينخفض إنتاج مثبطات الأنزيم البروتيني الناجم عن الجرح إلى النصف مقارنة بالنباتات البرية، مما يشير إلى أن كلا من Systemin وHypSys مطلوبان لاستجابة دفاعية قوية ضد الحيوانات العاشبة في الطماطم. 
عند تطبيقه من خلال أعناق مقطوعة في نبات البطونية ، لم يحفز HypSys إنتاج مثبطات الأنزيم البروتيني، بل زاد بدلاً من ذلك التعبير عن الديفينسين، وهو الجين الذي ينتج بروتينًا يدخل في الأغشية الميكروبية، ويشكل المسام.  يتم أيضًا تحفيز تعبير Defensin بواسطة AtPEP1. 
أنتجت نباتات البندورة، التي تفرط في التعبير عن السيستمين، مركبات عضوية متطايرة (VOCs) أكثر من النباتات العادية، ووجدتها الدبابير الطفيلية أكثر جاذبية.  ينظم السيستمين أيضًا التعبير عن الجينات المشاركة في إنتاج المركبات العضوية المتطايرة النشطة بيولوجيًا. تعتبر مثل هذه الاستجابة حاسمة إذا أردنا أن تكون الدفاعات المضادة للتغذية فعالة، لأنه بدون الحيوانات المفترسة، فإن الحشرات النامية ستستهلك المزيد من المواد النباتية أثناء استكمال نموها. من المحتمل أن يتم تنظيم إنتاج المركبات العضوية المتطايرة من خلال مسارات مختلفة،  بما في ذلك مسار الأوكسيليبين الذي يصنع ألدهيدات حمض الجاسمونيك والكحوليات التي تعمل على التئام الجروح. 
قد تسمح AtPeps المختلفة لرشاد أذن الفأر بالتمييز بين مسببات الأمراض المختلفة. عندما يتم تلقيحها بالفطر والطلائعيات البيضية والبكتيريا، تباينت الزيادات في تعبير AtPep اعتمادًا على العامل الممرض. كان نبات رشاد أذن الفأر ذو التعبير الجبيني المفرط ل AtProPep1  أكثر مقاومة لفطر {{لات|Phythium irregulare}}. 
لم يؤثر إسكات السيستمين على قدرة نبات المغد الأسود على مقاومة الحيوانات العاشبة ، وعند التنافس ضد النباتات العادية، أنتجت النباتات التي أسكت فيها السيستمين المزيد من الكتلة الحيوية الهوائية والعوزات. عند اقتيات الحشرات على النبات، تراجع إنتاج السيستمين في المغد الأسود على عكس الببتيدات الأخرى التي رفع إنتاجها عند هجوم الحشرات.  على النقيض من ذلك، تم تنظيم HypSys وتنشيط تخليق مثبطات البروتياز.  ارتبط التنظيم بالإنقاص للسيستمين بزيادة كتلة الجذر ولكنه لم يقلل من كتلة البراعم، مما يدل على أن السيستمين يمكن أن يسبب تغيرات في النمو نتيجة للحيوانات العاشبة، مما يسمح للنبات بتحمل الإصابة، بدلاً من مقاومة الهجوم بشكل مباشر. تأثرت جذور البندورة أيضًا بسيستمين الطماطم، حيث زاد نمو الجذور عند التراكيز العالية من سيستمين البندورة. ومن خلال تخصيص المزيد من الموارد للجذور، يُعتقد أن النباتات المعرضة للهجوم تخزن الكربون ثم تستخدمه لإعادة النمو عندما ينتهي الهجوم.  أدى الإفراط في التعبير عن AtPEP1 أيضًا إلى زيادة الكتلة الحيوية للجذر والبتيلة في رشاد أذن الفأر . 

### مقاومة الإجهاد اللاأحيائي
وجد أن الإفراط في التعبير للسيستمين وHypSys يحسن قدرة النباتات على تحمل الإجهاد اللاأحيائي، بما في ذلك الإجهاد الملحي وإجهاد الأشعة فوق البنفسجية.  عندما تم الإفراط في التعبير عن البروسيستمين في البندورة، كان للنباتات المعدلة وراثيا موصلية فموية أقل من النباتات العادية. عندما نمت في المحاليل الملحية، كانت النباتات المعدلة وراثيا لديها موصلية أعلى للثغور، وتركيزات أقل من حمض الأبسيسيك والبرولين في الأوراق، وكتلة حيوية أعلى. تشير هذه النتائج إلى أن السيستمين إما سمح للنباتات بالتكيف مع الإجهاد الملحي بشكل أكثر كفاءة أو أنها أدركت وجود بيئة أقل إجهادًا.  وبالمثل، كانت نباتات الطماطم المصابة أقل عرضة للإجهاد الملحي من النباتات غير المصابة. قد يكون هذا بسبب أن الإصابة تقلل من نمو النبات وبالتالي تبطئ امتصاص الأيونات السامة في الجذور.  وجد تحليل للتغيرات التي يسببها الملح في التعبير الجيني أن الاختلافات المقاسة بين النباتات المعدلة وراثيا والنباتات الطبيعية لا يمكن تفسيرها بالتغيرات في المسارات التقليدية الناجمة عن الإجهاد الملحي. بدلا من ذلك أورسيني وآخرون. اقترح أن تنشيط مسار حمض الجاسمونيك يحدد الحالة الفسيولوجية التي لا توجه الموارد نحو إنتاج مركبات فعالة ضد الآفات فحسب، بل تعمل أيضًا على تكيف النباتات مسبقًا لتقليل فقد الماء. يتم تحقيق هذه التأثيرات من خلال التنظيم السلبي لإنتاج الهرمونات والأيضات التي ستجبر النباتات على استثمار موارد إضافية لمواجهة فقدان الماء، وهو تأثير ثانوي للحيوانات العاشبة.
النباتات المزروعة تحت ضوء الأشعة فوق البنفسجية (UVB) تكون أكثر مقاومة لآكلات الحشرات الحشرية مقارنة بالنباتات المزروعة تحت مرشحات تستبعد الإشعاع. عندما تتعرض نباتات الطماطم لنبضة من الأشعة فوق البنفسجية ثم تتعرض لإصابة ضعيفة، تتراكم PIs في جميع أنحاء النبات. في حد ذاتها، لا الإشعاع ولا الجرح الضعيف يكفي للحث على تراكم PI السيستميني. تستجيب مزارع خلايا الطماطم بالمثل، حيث يعمل السيستمين والأشعة فوق البنفسجية (UVB) معًا لتنشيط MAPKs. تسبب النبضات القصيرة من الأشعة فوق البنفسجية (UVB) أيضًا قلونة وسط الاستزراع. 

### تطوير
في Nicotiana attenuata، من المعروف أن HypSys لا يشارك في الدفاع ضد الحشرات العاشبة. لا يؤثر إسكات HypSys والإفراط في التعبير عنه على الأداء الغذائي لليرقات مقارنة بالنباتات العادية.  أسكت بيرغر HypSys ووجد أنه تسبب في تغيرات في شكل الزهرة مما أدى إلى تقليل كفاءة التلقيح الذاتي . تحتوي الزهور على مدقات تبرز خلف متكها ، وهو نمط ظاهري مشابه للنباتات الصامتة CORONATINE-INSENSITIVE1 والتي تفتقر إلى مستقبلات الجاسمونات. أظهر قياس مستويات الجاسمونات في الزهور أنها أقل منها في النباتات العادية. اقترح المؤلفون أن ببتيدات HypSys الموجودة في N. attenuata قد تنوعت من وظيفتها كببتيدات مرتبطة بالدفاع إلى المشاركة في التحكم في شكل الزهور. ومع ذلك، تظل عمليات إرسال الإشارات متشابهة، حيث يتم التوسط فيها من خلال نباتات الياسمين. 
يزيد Systemin أيضًا من نمو الجذور في Solanum pimpinellifolium مما يشير إلى أنه قد يلعب أيضًا دورًا ما في تطور النبات . 

## أنظر أيضا
- الهرمونات النباتية
- فلوريجين